# Vương cung thánh đường Chúa Giáng sinh của Đức Trinh nữ Maria ở Marianka
Vương cung thánh đường Chúa Giáng sinh của Đức Trinh nữ Maria ở Marianka (tiếng Slovakia: Bazilika Narodenia Panny Márie v Marianka) là một tiểu vương cung thánh đường Công giáo La Mã tọa lạc ở làng Marianka, vùng Bratislava, Slovakia. Vào ngày 17 tháng 7 năm 1963, công trình kiến trúc này được ghi danh vào Danh sách Di tích Trung ương theo quyết định của Bộ Văn hóa Cộng hòa Slovakia.

## Lịch sử
Louis I Đại đế của dòng họ cầm quyền Sicily Anjou, vua của Hungary, đã đặt viên đá đầu tiên của nhà thờ và tu viện vào ngày 16 tháng 5 năm 1377. Ba năm sau, công cuộc xây dựng nhà thờ kết thúc. Kể từ đó, nhà thờ và tu viện này trở thành một điểm đến hành hương quan trọng. Hiện tại, tòa nhà nhà thờ nằm dưới sự quản lý của Giáo đoàn Anh em An ủi Gethsemane. Giáo hoàng Bênêđíctô XVI đã thăng cấp nhà thờ này lên hàng tiểu vương cung thánh đường vào ngày 31 tháng 7 năm 2011.
Ban đầu, nhà thờ này được xây dựng theo phong cách kiến trúc Gothic. Tuy nhiên, nhà thờ nhiều lần gặp hỏa hoạn nên phải trải qua nhiều lần tái thiết và đại trùng tu, do đó diện mạo ban đầu của nhà thờ này không còn nữa.